# Вуокса (река)
Вуо́кса (карел. Vuokša, Vöksa), на территории Финляндии — Ву́окси (фин. Vuoksi — «поток, течение»; швед. Vuoksen) — озёрно-речная система, включающая систему озёр и проток в Финляндии и России. Основное русло системы является самой крупной рекой Карельского перешейка, длина — 156 км, площадь водосборного бассейна — 68 501 км², среднегодовой расход воды — 684 м³/с.
В новгородских летописях и переписных книгах нижнее её течение упоминается как Узерва (от карел.  Uuzijärvi, «новое озеро»).

## География

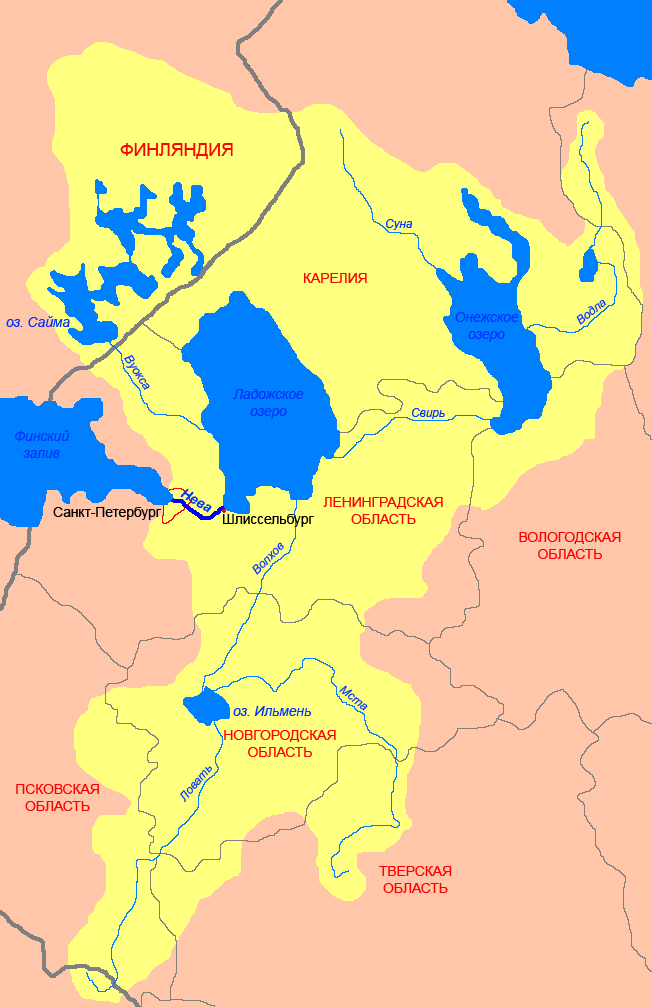
Бассейн реки Невы

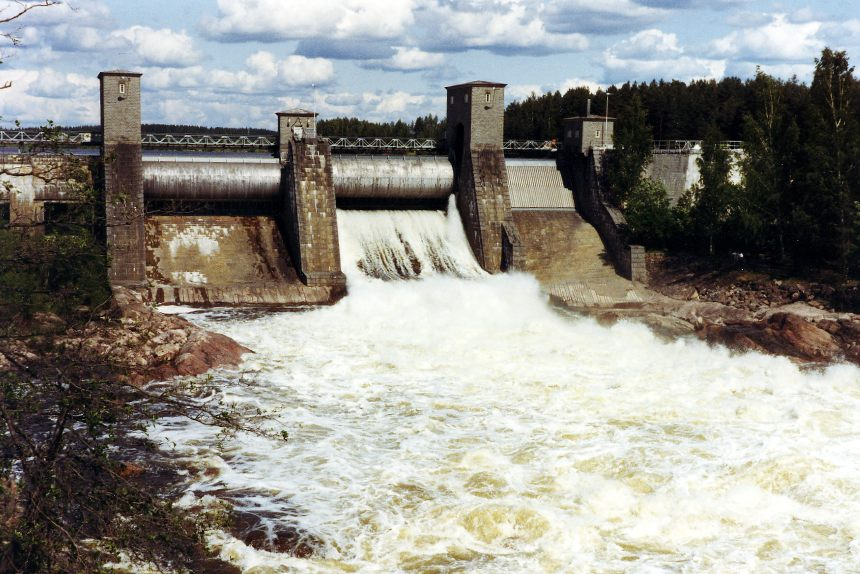
Водоскат Иматранкоски на старом русле Вуоксы в Финляндия во время спуска воды

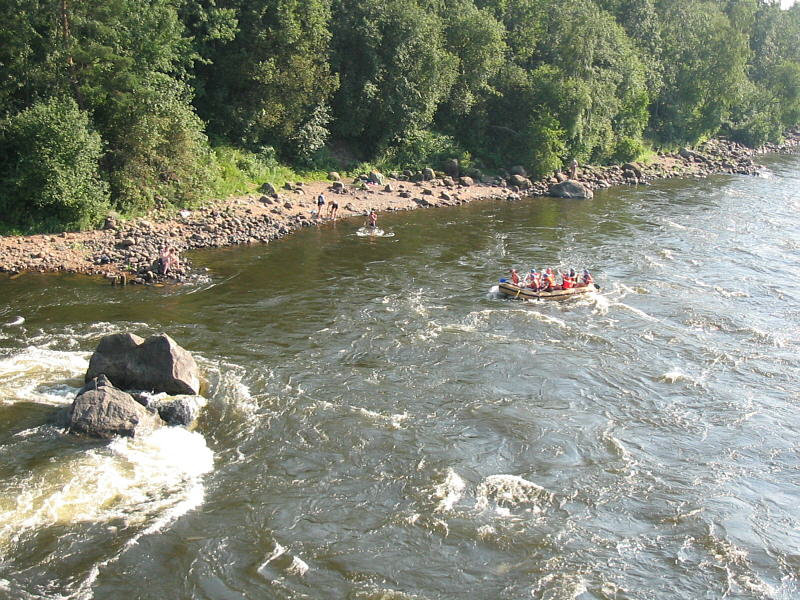
Рафтинг на Лосевских порогах Вуоксы и камень, прозванный слаломистами «Жандармом»

### Общий обзор
Представляет собой узоровидную сеть проток, рукавов и озёр, со множеством русел и рукотворными водотоками, покрывающую север Карельского перешейка. Верховья — на прилежащей территории Финляндии, сток — в Ладожское озеро. Основное русло — широкая река, проходящая в двух местах через узкие искусственные каналы, что обусловливает наличие озеровидных расширений.

### Верхнее течение
Берёт начало из озера Сайма (Финляндия), расположенного на высоте 75 м над уровнем моря, и вскоре пересекает одну из конечных ледниковых морен — гряду Салпаусселькя (фин. Salpausselkä), образуя в Финляндии гранитный каньон и водоскат Иматранкоски (до 20-х годов XX века на его месте был водопад), где расположена одна из двух вуоксинских ГЭС на территории Финляндии.

### Среднее течение
После пересечения границы с Россией реку преграждают ещё две плотины гидроэлектростанций — Светогорской и Лесогорской. В районе посёлка Барышево русло Вуоксы значительно расширяется, превращаясь в вытянутое озеро Вуокса (южное) с неспешным течением, шириной до 2,5 км. Сток у озера — возле посёлка Лосево, по бурной Лосевской протоке.

### Старое русло — северный рукав
Северный рукав чуть выше Лосева по течению Вуоксы ныне представляет собой впадение притока в основное русло (это Вуокса-вирта — протока-старица, вытекающая из озёр Тростникового и Балахановского). До 1857 года данный водоток был основным руслом Вуоксы, которое резко поворачивало здесь на север, поскольку Лосевской протоки не существовало, а уровень воды был на несколько метров выше.
Северный рукав после Балахановского озера продолжается рядом озёр и мелководных проток, где после водораздела происходит смена направления течения с южного на северное (до 1857 года направление течения было северным на всём протяжении рукава). В районе Тиверского городища мелководные протоки заканчиваются, и северный рукав Вуоксы вновь становится озеровидным расширением.
После посёлка Васильево рукав делится на две узких быстрых протоки — Беличью и собственно Вуоксу, несущую свои воды мимо посёлка Мельниково. Они впадают в обширное озеро Вуокса (северное), с многочисленными островами и заливами. Ниже озера «северный рукав» делится на две протоки ещё раз — на основную, в черте города Приозерска — более полноводную, длиной около 4,5 км, и малую, выходящую в Ладогу севернее — реку Тихую, длина Тихой составляет 6 км. Обе протоки начинаются на восточной оконечности озера Вуокса.

### Новое русло — южный рукав
Южный рукав, ныне основное русло, течёт мимо Лосева через одноимённую протоку в Суходольское озеро (длина 32 км, ширина 3—4 км), после которого под именем полноводной и быстрой реки Бурной впадает в Ладожское озеро возле посёлка Соловьёво.

### Гидрография
Длина реки составляет 156 км (из них по России — 143 км), средний расход воды — 684 м³/с.
| Площадь    | Страна               | Доля страны | %    |
| ---------- | -------------------- | ----------- | ---- |
| 68 501 км² | Финляндия            | 52 696 км²  | 77 % |
| 68 501 км² | Российская Федерация | 15 805 км²  | 23 % |

Богатая ихтиофауна. Среди прочих встречаются ценные породы рыбы — лосось, форель, сиг.

## Гидроэлектростанции на реке Вуоксе
Перепад высот от истока до устья Вуоксы составляет 72 метра, при этом основной перепад в 60 метров приходится на первые 26 километров реки. Именно на этом участке с конца XIX века строились первые деревянные плотины — прообразы современных гидроэлектростанций.
Сегодня на Вуоксе расположены четыре ГЭС: две на территории Финляндии — Тайнионкоски и Иматра ГЭС, две на территории России — Светогорская и Лесогорская ГЭС, которые в 1949 году образовали каскад Вуоксинских ГЭС. В 2005 году каскад вошел в состав генерирующих мощностей ОАО «ТГК-1».
24 апреля 1964 года было подписано соглашение о пограничных водных системах СССР и Финляндии и создана Совместная советско-Финская комиссия по использованию пограничных водных систем. Сегодня режимы использования Вуоксы для обеспечения работы гидроэлектростанций регулируются соглашениями между Финляндией и Россией от 12 июля 1972 года и от 26 октября 1989 года.
Каскад Вуоксинских ГЭС — ключевой источник электроснабжения Карельского перешейка. Годовая выработка обеих станций каскада превышает миллиард кВтч электроэнергии, обеспечивая экспорт электроэнергии в Финляндию.

## История
Русло Вуоксы несколько раз менялось, как вследствие естественных причин, так и вследствие деятельности человека. Первоначально, до XVI—XVII веков Вуокса имела два русла — восточное и западное, причём восточное, как и сегодня, впадало в Ладогу в районе нынешнего Приозерска, а западное вливалось в Финский залив возле современного города Выборг. В XI—XIII веках путь по Вуоксе из Выборгского залива в Ладожское озеро был оживлённым торговым путём, о чём свидетельствует ряд монетных кладов того периода. Постепенное поднятие северо-западной части Карельского перешейка в течение веков вызывало пересыхание западного русла, и в конце концов оно превратилось в цепочку не связанных между собой озёр. До 1818 года озеро Суходольское (фин. Suvantojärvi) сбрасывало излишек своих вод в Вуоксу, но в мае 1818 года воды озера размыли озовую гряду, отделявшую его от Ладожского озера, уровень озера понизился на 7 м. После проведённых в 1857 году взрывных работ на Кивиниемском перешейке Вуокса изменила своё течение. Северный рукав Вуоксы, по которому до 1857 шёл весь поток воды, в ряде мест частично или полностью пересох.

## Озеро Вуокса
Название Вуокса также носит отдельное озеро, раскинувшееся перед впадением большой Вуоксы в Ладогу. Оно имеет множество островов, самый большой из которых — остров Олений. На берегу озера расположены Приозерск, Синёво, Горы, посёлок и туристическая база Яркое (фин. Suotniemi — болотный мыс).
Именно озеро и протока, соединяющая его с Ладогой, упоминались в Новгородских летописях под названием Узерва (от карел. Uuzijärvi, «новое озеро»). Впоследствии, в XVII веке, после замены населения берегов озера с православного карельского на финское, название озера финнизировалось, и стало звучать как Уусиярви (фин. Uusijärvi). Это название, во время массового переименования гидронимов Карельского перешейка в середине XX века, и было изменено на современное — озеро Вуокса.

## Экология
Река Вуокса, являясь вторым по величине притоком Ладожского озера, оказывает значительное влияние на состояние экосистемы Ладога — река Нева — Финский залив.
Экологическое состояние реки Вуокса, в силу её значимости и уникальности, требует особого внимания. Природные факторы и антропогенное воздействие, как правило, вызывают изменения в экосистеме реки.
Природными факторами, влияющими на экосистему, являются пороги и перепады реки в совокупности с высокой скоростью её течения.
Антропогенным фактором является хозяйственная деятельность человека, в результате которой вместе с бытовыми и промышленными стоками в водные объекты поступают различные загрязняющие вещества, вызывающие серьёзные изменения в функционировании водных систем.
Одной из экологических угроз Вуоксы является Светогорский целлюлозно-бумажный комбинат, с территории которого в реку были зафиксированы сбросы мазута.
Об экологическом состоянии Вуоксы необходимо заботиться как в России, так и в Финляндии. Необходим постоянный контроль за состоянием реки, а также применение технико-технологических средств и решений.
Примером таких решений может служить установка новых поворотно-лопастных турбин на гидроэлектростанциях Вуоксы (Светогорской ГЭС и Лесогорской ГЭС) производства Ленинградского металлического завода, которые являются самыми экологичными в своем классе. Их конструкция и применение современных уплотнительных материалов исключают попадание технического масла в русло реки.

## Населённые пункты
Города: Иматра (Финляндия), Светогорск, Каменногорск, Приозерск.

## Галерея

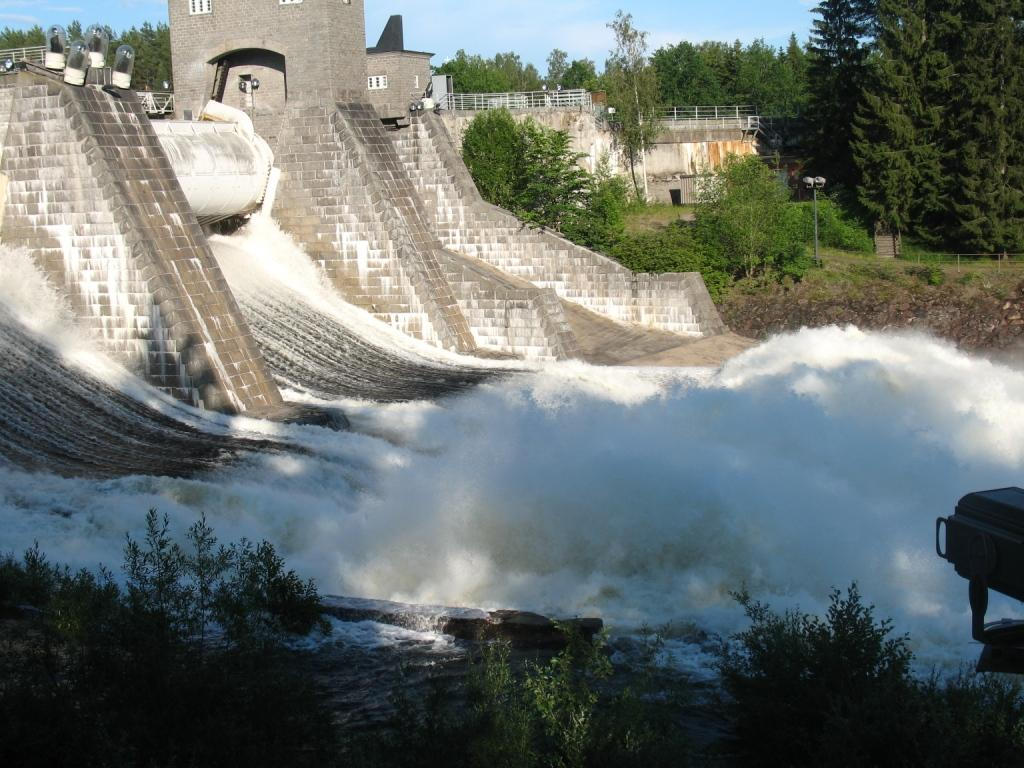
Плотина на старом русле в Иматре, спуск воды на водоскате Иматранкоски
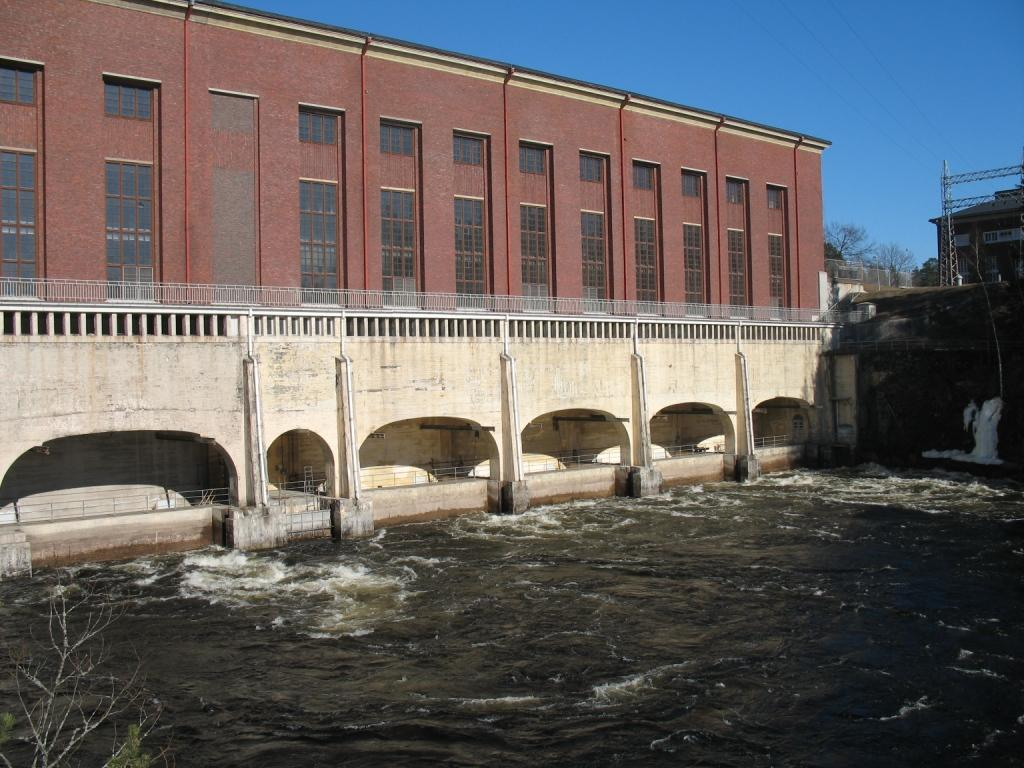
Вуокса в Иматре, ГЭС на новом русле
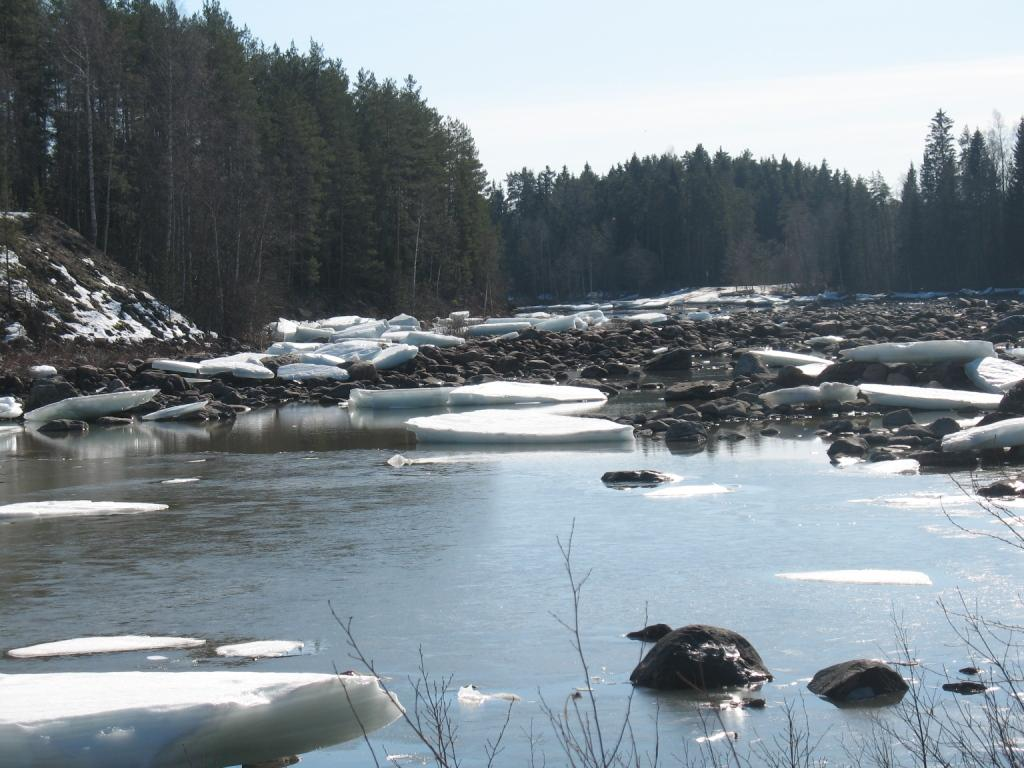
Вуокса в Иматре, старое русло весной без спускаемой воды
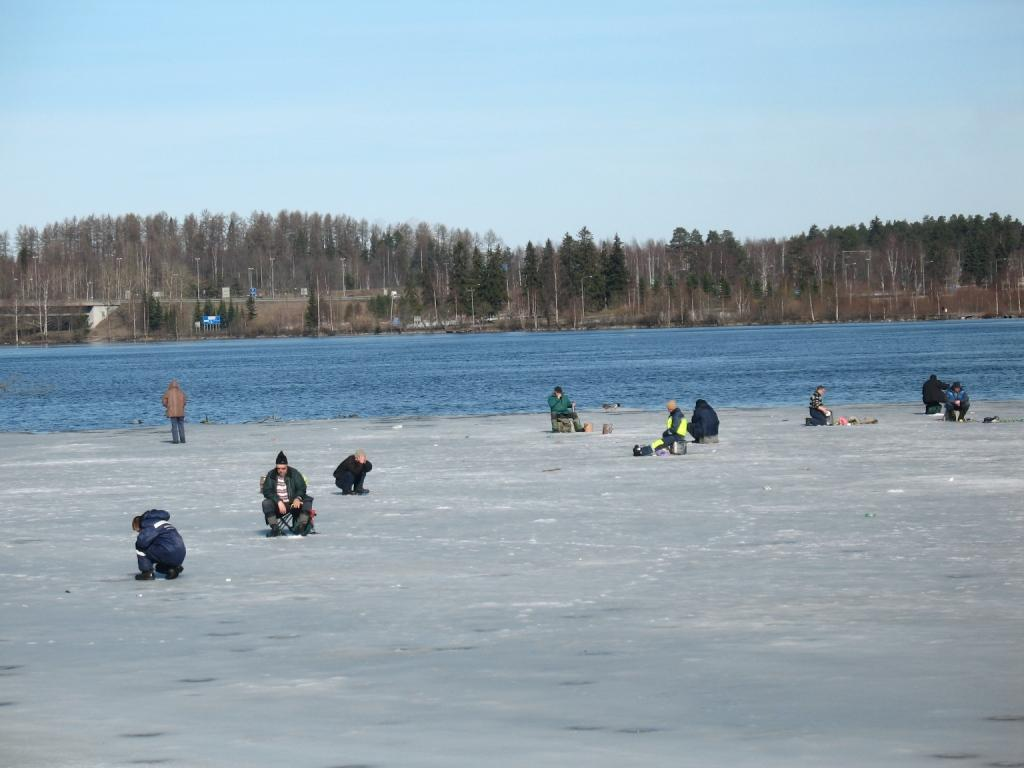
Вуокса в Иматре, весенняя рыбалка перед плотиной
- Мост через Вуоксу
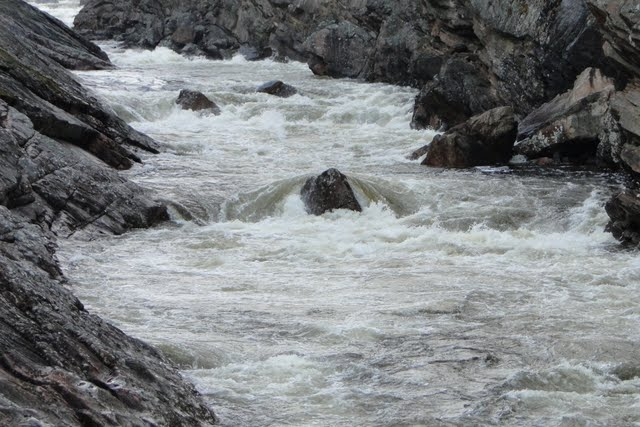
Пороги на старом русле Вуоксы во время водоспуска